# Núria Folch i Pi
Núria Folch i Pi (Barcelona, 29 d'octubre de 1916 - Barcelona, 23 de març de 2010) fou una editora catalana, esposa de l'escriptor i editor Joan Sales, germana del metge Albert Folch i Pi, de l'enginyer Frederic Folch i Pi, i de l'investigador Jordi Folch i Pi i filla de Rafael Folch i Capdevila i de Maria Pi Ferrer. Realment es deia Maria, però tothom la va conèixer per Núria des que Àngel Guimerà, amic de la família, digué quan era petita que tenia tot l'aspecte de dir-se Núria.
Va estudiar filosofia i lletres. Fou la primera dona que s'afilià al Bloc Obrer i Camperol, provinent del Partit Comunista Català, on hi conegué l'escriptor i editor català Joan Sales, amb qui es casà més tard. Després de la guerra civil espanyola col·laborà a Quaderns de l'exili i treballà per al Club Editor, des del qual edità l'obra del seu marit. Del 1939 al 1948 estigué exiliada, primer a Santo Domingo i després a Mèxic. A la tornada fou professora d'institut de batxillerat a Badalona i milità a Unió Democràtica de Catalunya. També s'encarregà de la cura de l'obra de Mercè Rodoreda La mort i la primavera. El 1997 va rebre la Creu de Sant Jordi.